# Lasius neglectus
Lasius neglectus là một loài kiến trong họ Formicidae, Chúng được tìm thấy lần đầu tiên tại Anh vào năm 2009, khi đó, người ta đã phát hiện ra tới 35.000 cá thể, chúng thuộc giống kiến lửa.

## Đặc điểm
chúng có hình dạng khá giống với kiến đen thông thường. Mỗi con kiến này chỉ dài từ 3 - 6mm nên rất khó có thể phát hiện ra chúng, chúng có thói quen tụ tập sống theo bầy đàn chứ không tách riêng lẻ. Do có bản tính hung hãn và thích làm tổ ở các khu vực có ổ cắm hay dây cáp điện nên chúng hoàn toàn có khả năng gây ra hiện tượng mất điện và nguy hiểm hơn là cháy nhà.
Chúng có hình dạng nhỏ bé nhưng loài kiến này có thể có khả năng gây hại tới các thiết bị điện và gây cháy nhà. Không chỉ có khả năng gây hại tới cuộc sống của con người mà kiến Lasius Neglectus còn khiến hệ sinh thái và nền kinh tế Anh bị ảnh hưởng nghiêm trọng, mỗi năm kiến Lasius neglectus khiến ngân sách Anh hao hụt tới 1,7 tỷ Bảng (gần 50.000 tỷ đồng).